# Beatus Kinyaiya
Beatus Kinyaiya OFMCap (* 9. Mai 1957 in Shimbwe) ist ein tansanischer Geistlicher und römisch-katholischer Erzbischof von Dodoma.

## Leben
Beatus Kinyaiya trat der Ordensgemeinschaft der Kapuziner bei, legte die Profess am 5. Juni 1988 ab und empfing am 25. Juni 1989 die Priesterweihe.
Papst Benedikt XVI. ernannte ihn am 22. April 2006 zum Bischof von Mbulu. Die Bischofsweihe spendete ihm der Erzbischof von Daressalam, Polycarp Kardinal Pengo, am 2. Juli desselben Jahres; Mitkonsekratoren waren Josaphat Louis Lebulu, Erzbischof von Arusha, und Jude Thadaeus Ruwa’ichi OFMCap, Bischof von Dodoma.
Am 6. November 2014 ernannte ihn Papst Franziskus zum ersten Erzbischof des mit gleichem Datum zum Metropolitansitz erhobenen Erzbistums Dodoma. Die Amtseinführung fand am 18. Januar des folgenden Jahres statt.